# Phare du cap Mariato
Le phare du cap Mariato (en espagnol : Faro de Punta Mariato) est un phare actif situé sur le cap Mariato, dans la province de Veraguas. Il est géré par la Panama Canal Authority 

## Histoire
Le cap Mariato est le point extrême du sud du Panama . Il est à la pointe ouest de la péninsule d'Azuero. Le phare est situé sur le cap et n'est accessible uniquement que par bateau.
Il est sur la réserve naturelle du parc national de Cerro Hoya 

## Description
Ce phare est une tour pyramidale métallique à claire-voie, avec une galerie carrée et une balise de 12 m de haut. La tour est peinte en blanc avec un marquage de jour . Il émet, à une hauteur focale de 102 m, un éclat blanc par période de 30 secondes. Sa portée est de 21 milles nautiques (environ 39 km).
Identifiant : ARLHS : PAN... - Amirauté :
G3252 - NGA : 111-0038 .

### Lien connexe
- Liste des phares du Panama